# Gennaro Delvecchio
Gennaro Delvecchio (Barletta, 25 de março de 1978) é um treinador de futebol e ex-futebolista italiano.

## Carreira

### Primeiros anos
Deu seus primeiros passos na juventude de Barletta, a equipe de sua cidade natal. Depois da falta de sucesso em Barletta foi para o Melfi.
Em 2000 - depois de passar as temporadas anteriores entre Giulianova e Castrovillari - vai para o Catania, que o empresta para o Catanzaro. No ano seguinte, ele é emprestado para o Sambenedettese. No fim da temporada é comprado pelo Perugia.
Em 2003, concluído o empréstimo para o Sambenedettese, é emprestado para o Catania na Serie B, para o famoso episódio Génova vs. Catania (1-3), em que depois de ter marcado um gol, tirou a camisa, expondo á usada por baixo que dizia lama ou sorvete?.
Após o fracasso com o Perurgia, fica aberta sua transferência. Em 2005 vai para o Sampdoria, e em 30 de agosto, é emprestado ao Lecce. Ele fez sua estréia na Serie A em 11 de setembro de 2005, no Lecce vs.Ascoli (0-0). Em 8 de janeiro, marcou seu primeiro gol na primeira divisão em Chievo vs. Lecce (3-1). Terminou a temporada com 29 jogos e 4 gols.

### Sampdoria
Ele fez sua estréia com o Sampdoria em 10 de setembro de 2006, no Sampdoria vs. Empoli (1-2), assumindo a 53 "no lugar de Daniele Franceschini e é expulso no final do segundo tempo após dois cartões amarelos.
Em 16 de agosto de 2007, foi sua estreia na Taça UEFA no Hajduk Split vs. Sampdoria (0-1), válido para a segunda pré-eliminatória da competição, jogando como titular. Durante o Sampdoria vs. Aalborg (2-2), em 20 de setembro de 2007, realizou seu primeiro gol em competições europeias.
Em 1 de Fevereiro de 2009, durante o Chievo vs. Sampdoria (1-1), após um choque com Andrea Mantovani, tem princípio de trombose e paralisia no nervo da perna direita. Ele voltou ao campo no dia 5 de abril contra o Napoli (2-2 final), substituindo Paolo Sammarco aos 30 minutos que estava em recuperação.

### O retorno ao Catania, empréstimo ao Atalanta e a mudança para o Lecce
Em 30 de junho de 2009 ele retornou ao Catania, assinando um contrato de três anos. Em 20 de maio de 2009 junta-se aoMilan para participar de uma excursão de amistosos nos Estados Unidos.
Em 18 de janeiro de 2011 vai por empréstimo para o Atalanta na Serie B. Gennaro marcou seu primeiro gol para o clube em 7 de maio contra o Portogruaro, que foi o jogo de volta para a série Serie A de Atalanta.
Gennaro retornou para o Lecce em janeiro de 2012. A temporada terminou com o rebaixamento do Lecce para Série B, Delvecchio teve 16 aparições.

### Grosseto
Em 31 de Agosto de 2012, Gennaro vai para o Grosseto , assinando um contrato de dois anos. Ele fez sua estréia com a Maremma, no dia seguinte contra o Citadel, sucedendo Yaw Asante aos 43 minutos.
Pouco foi usado na primeira parte da temporada (em que ele não teve a melhor das expectativas ), seja por causa de uma lesão na costela dobrado contra o Empoli, tanto por causa de algumas razões de natureza pessoal. Com  Francesco Moriero retornando ao banco, volta ser usado continuamente, tornando-se o capitão da equipe.
Na segunda metade da temporada é um dos nomes mais elogiados do Grosseto.
Em 23 de abril é desqualificado por três dias por um árbitro "durante 22 do segundo tempo, coloquei minha mão sobre o rosto de um adversário com força puxando sua orelha, e por ter impedido o árbitro, por alguns segundos, de tirar o cartão para a notificação da ação disciplinar "; o incidente aconteceu quando o Grosseto perdeu de 0-3 para o Livorno.
Em 10 de dezembro de 2013 é reincidido seu contrato com o Grosseto.

### Retorno a Barletta
Delvecchio retornou a Série B vestindo a camisa do Bari, após assinar um contrato de seis meses, depois que Guido Angelozzi, diretor esportivo do Bari, anunciou oficialmente o contrato em 27 de dezembro de 2013.
Ele estreou em 25 de janeiro de 2014 durante o Bari vs. Reggina (0-1), substituindo Cristian Galano aos 26 do primeiro tempo, e fez o seu primeiro gol na parte final de Ternana vs. Bari (1-3).

### Retirada
Delvecchio anunciou o fim de sua carreira futebolista em 22 de Agosto de 2014, e se juntou à equipe do Barletta, no papel de gerente técnico da empresa.
Em 15 de março de 2015, ele renunciou. Em Junho de 2015 foi escolhido como treinador adjunto de Giuseppe Palumbo no Melfi. Em 23 de Novembro, ambos são demitidos de suas funções.

### Seleção nacional
Em 12 de agosto de 2006 é convocado pelo técnico Roberto Donadoni, pela primeira vez na seleção italiana, sendo incluído na lista dos 22 jogadores que participaram do amistoso contra a Croácia. Ele fez sua estréia neste jogo (0- 2 pra Croácia), como titular saindo aos cinco minutos antes do final, substituído por Antonio Di Natale. Em seguida, foi convocado em quatro ocasiões, no entanto, não chegou a entrar em campo.

## Conquistas
- Serie B Italiana : 1

Atalanta: 2010-2011.